# Angrit

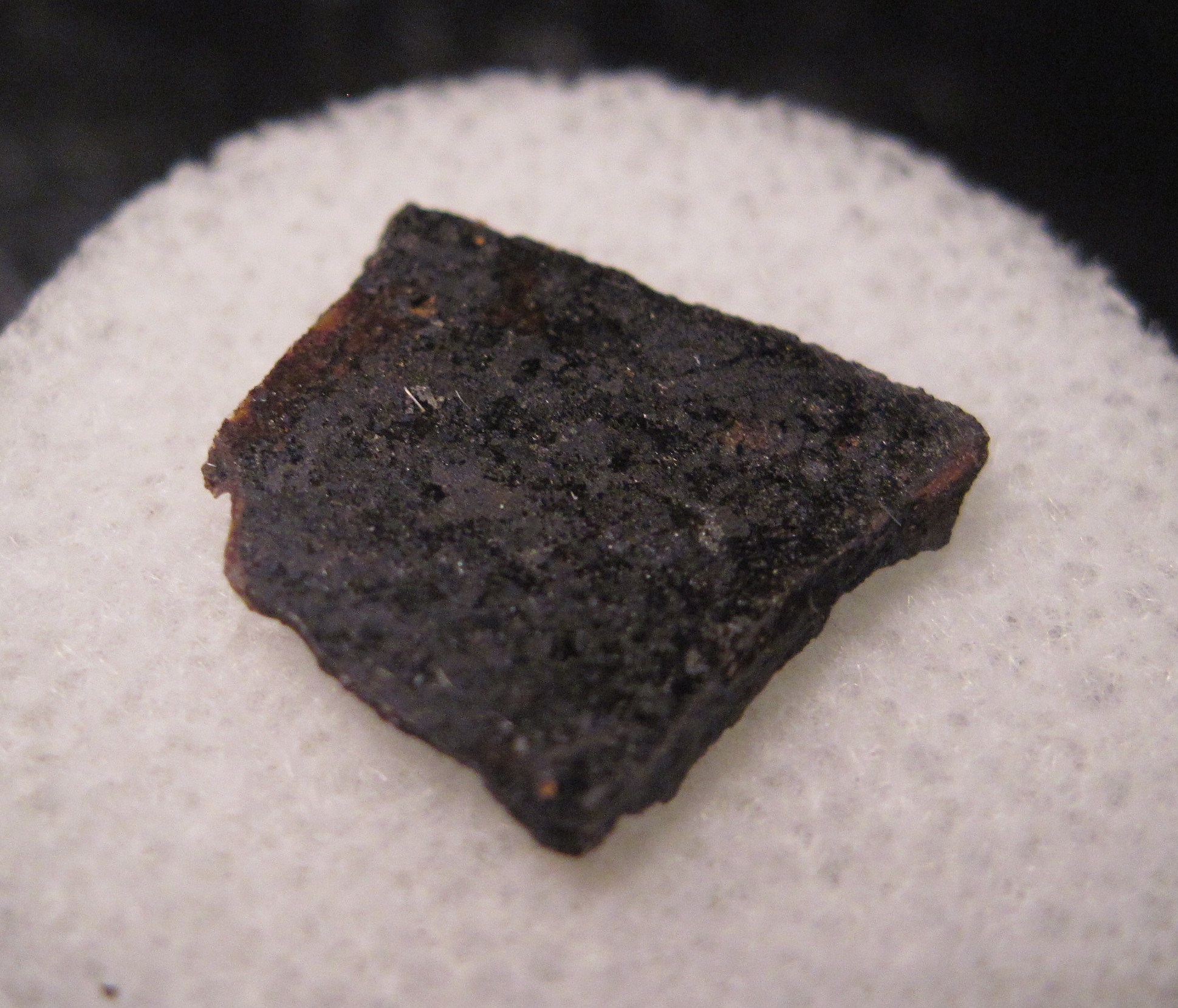
Egy szelet az NWA 2999 meteoritból

Az angrit csoport az akondritok körébe tartozó különleges meteorit típus. Elnevezésüket az Angra Dos Reis nevű helységnél hullott meteoritról nyerték. Ma 12 meteorit ismert ebből a típusból, többségük antarktiszi és sivatagi gyűjtésből származik. Ezek a következők: 1- NWA 2999/3164, 2- ADOR (Angra dos Reis, Dél-Amerika), 3- LEW86010, 4- YA-1154, 5- Asuka 881371, 6- LEW87051, 7- D’Orbigny, 8- NWA 1296, 9- NWA 2999, 10- NWA 4931, 11- NWA 4590 (Tamassint), 12- NWA4801.

## Ásványos összetétele
Az angritok bazaltos jellegű, gyakran üregekkel tagolt kőzetek, melynek fő ásványai az Al-Ti-diopszid, augit és hédenbergit piroxének, a Ca-gazdag olivin és az anortit. Jellemző ásvány még a kirschsteinit is. Lényeges alkotóelemei az angritoknak az üregek is (a legnagyobb üregek mérete a 2 és fél centimétert is eléri.)
Az angritok változatos szöveti kifejlődésű csoportjában bazaltos, aprószemcsés, és gabbróidális, dúrvaszemcsés változatok is előfordulnak. Egy érdekes változatot képvisel a D’Orbigny. Ebben az olivin-anortit összenövésekből képzett íves, elágazásos szövetelemek mintegy hálózatot képeznek. A hálózat üregeit augit és kísérő ásványok töltik ki. Bazaltüveg is előfordul benne. Nyomokban kísérő ásványok is megtalálhatók: például, troilit, karbonát.
Összetételük sok szempontból mutat rokonságot a CAI-nak nevezett szenes kondritos szövetelemekkel. Jelentős mértékben elszegényedtek alkáliákban (Na, K).

## Az angritok kora
Az angritok a legidősebb magmásnak tekintett kőzetek a Naprendszerben. Kristályosodási korukra 4,558 és 4,562 milliárd év közötti éveket mértek.

## Az angritok színképe
Az angritok első meteoritjának, az Angra dos Reisnek a színképét először Gaffey (1976) mérte meg és az elütött minden addigi meteorit színképétől. A később fölfedezett angritok színképe azonban eltért az Angra dos Reis-étől. A D’Orbigny, LEW 86010 és a Sahara 99555 angritok színképéhez hasonló lefutású a 3819 Robinson nevű kisbolygóé, azonban az infravörösben már eltérő a kétféle színkép. Fölmerült forráségitestnek a 3819 Robinson mellett a 289 Nenetta és a 3628 Božněmcová kisbolygó is.

## Forráshelyük a Naprendszerben
Mivel összetételükben a magas olvadáspontú oxidok fontos szerepet játszhattak, ezért számos kutató helyezi az angritok forrásvidékét a naphoz közeli tartományokba, a mai Merkúr pálya vidékére. Elterjedt föltételezés az is, hogy az angritok a Merkúrról származnak. A Hold és a Mars után ez lenne a harmadik kristályos felszínű bolygótest a Naprendszerben, amelyről anyagmintával rendelkezünk.

## Külső hivatkozások
- Az angritok petrogeneziséről[halott link]
- Az angritok kőzettanáról[halott link]
- Noble Gas Retention Ages of Angrites NWA 1296, NWA 2999/4931, NWA 4590 and NWA 4801 - Angritok nemesgázok megőrzése alapján mért kora
- A 12. angritról és az esetleges eredetéről a Merkúr bolygóról
- CORONAS AND SYMPLECTITES IN PLUTONIC ANGRITE NWA 2999 AND IMPLICATIONS FOR MERCURY AS THE ANGRITE PARENT BODY - Egy plutóni szövetű angritról és a Merkúr-angrit kapcsolatról
- Unique Angrite NWA 2999: The Case For Samples From Mercury - Az NWA 2999-es angritról és a Merkúrról származás lehetőségéről szóló közlemény